# Sangiaccato di Acri
Il sangiaccato di Acri è stato una provincia dell'Impero ottomano fino al 1918. Parte della Palestina, la quale faceva parte del vilayet di Sham (Siria), il sangiaccato di Acri era diviso in cinque kaza (Acri, Haifa, Safed, Nazareth, Tiberiade). Nel 1888, quando venne creato il vilayet di Beirut, il sangiaccato venne compreso nel suo territorio.